# Saky (huyện)
Huyện Saky (tiếng Ukraina: Сакський район, chuyển tự: Sakys’kyi raion) là một huyện của tỉnh Krym. Huyện Saky có diện tích 2257 km², dân số theo điều tra dân số ngày 5 tháng 12 năm 2001 là 80302 người với mật độ 36 người/km2. Trung tâm huyện nằm ở Saky.